# Monteliscai
Monteliscai ist ein Ortsteil (Fraktion, italienisch frazione) der Stadt Siena in der Provinz Siena, Region Toskana in Italien.

## Geografie
Der Ort liegt ca. 3,5 Kilometer nordöstlich der Stadtmauern von Siena an der Gemeindegrenze zu Castelnuovo Berardenga auf 290 m s.l.m. Im Jahr 2001 hatte er ca. 67 Einwohner. 2011 waren es ca. 60. Der Ort liegt auf einer Anhöhe zwischen den Flüssen Bolgione und Bozzone, der ca. 500 m nördlich fließt und die Gemeindegrenze zu Castelnuovo Berardenga (Ortsteil Ponte a Bozzone) darstellt.

## Geschichte
Erstmals erwähnt wurde der Ort 1089, als die Kirche von Monteliscai (auch Monte Liscari) dokumentiert wurde. 1119 wird Monteliscai als Burg erwähnt. 1229 wurde diese von Florenz eingenommen und zerstört. Nach dem Wiederaufbau gehörte Monteliscai ab 1318 zu den Besitztümern der Familie Salimbeni, die 1418 Siena und ihre Besitztümer verlassen mussten. Im Jahr 1479 wurde der Ort bei einem weiteren Angriff der Florentiner beschädigt. Ab 1777 gehörte Monteliscai zu der Verwaltungsgliederung Masse del Terzo di San Martino, ab 1869 zu Masse di Siena. Nach der Eingemeindung der Masse nach Siena 1904 wurde Monteliscai Ortsteil von Siena.

## Sehenswürdigkeiten

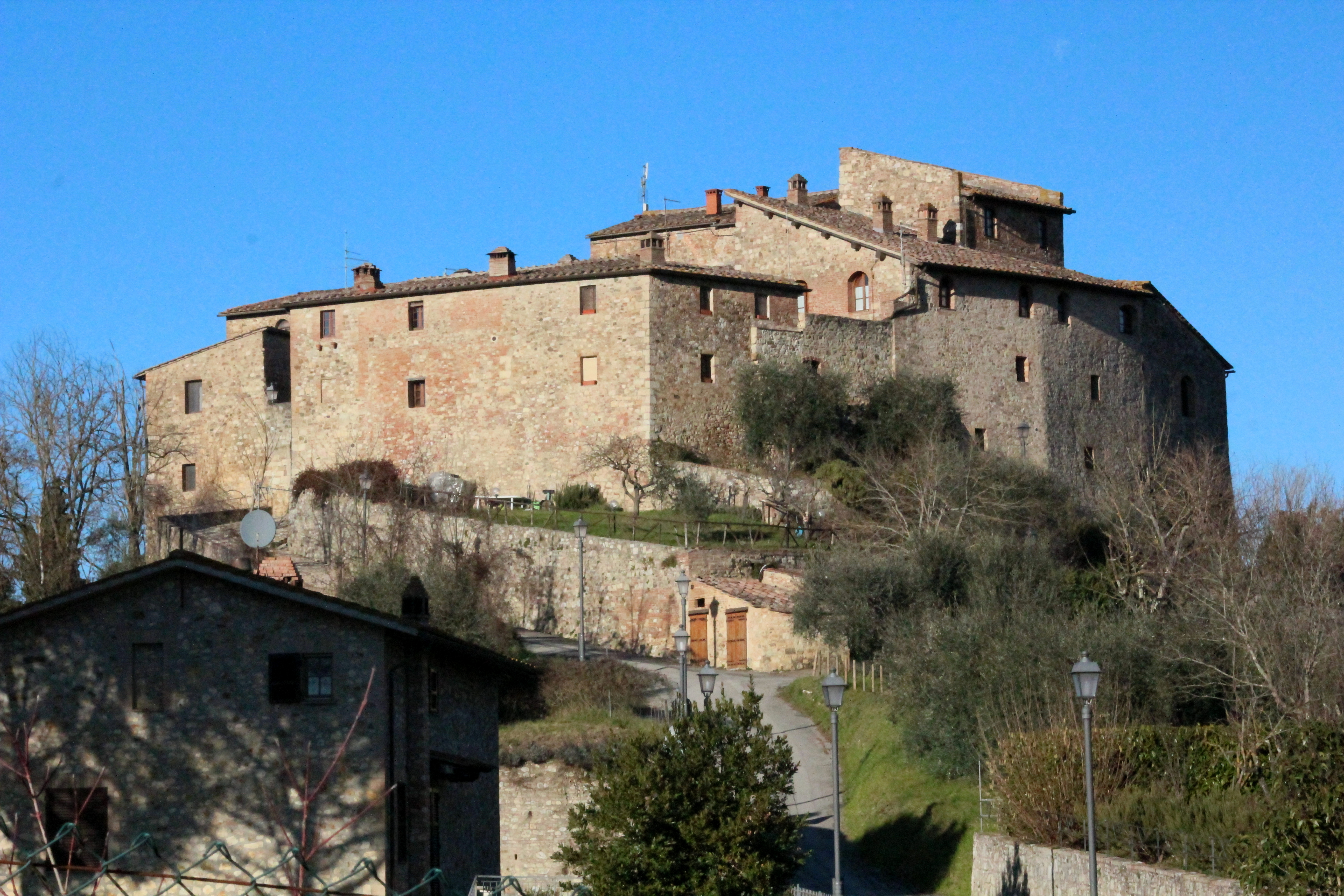
Die Burg von Monteliscai

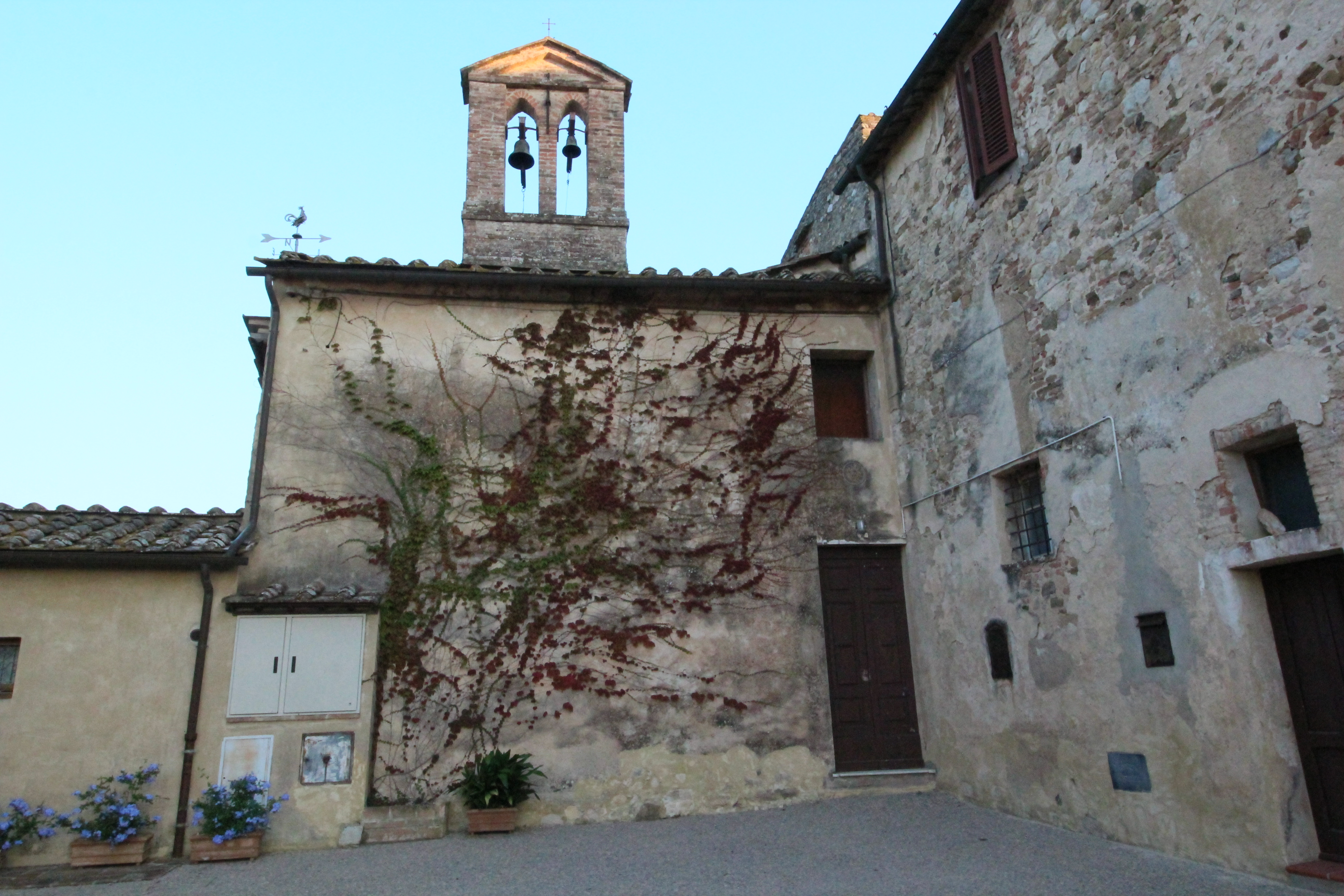
Die Kirche Santi Pietro e Paolo

- Castello di Monteliscai, ehemalige Burg und Hauptort, heute als Wohnraum benutzt.
- Santi Pietro e Paolo, erstmals 1089 erwähnte Kirche, die damals den Kamaldulensern der Badia di San Pietro a Ruoti (heute Gemeindegebiet von Bucine) unterstand. 1734 wurde die Kirche restauriert, in den 1970er Jahren wurde das Dach erneuert.[8]
- Villa Il Serraglio, Villa der Familie del Taja.[3]
- San Giorgio a Lapi, Kirche, die in der ersten Hälfte des 12. Jahrhunderts als Frauenkloster der Kamaldulenserinnen entstand[9]

## Verkehr
- Monteliscai liegt an der Provinzalstraße Via Chiantigiana SP 408, die von Siena nach Gaiole in Chianti und weiter nach Montevarchi führt. Der nächstgelegene Anschluss an den Fernverkehr ist die Anschlussstelle Siena Nord am Raccordo autostradale 3. Diese liegt ca. 4 km westlich, muss aber über Siena angefahren werden (ca. 8 km Gesamtstrecke).
- Die nächstgelegene Haltestelle des Schienenverkehrs liegt in Siena, ca.  4 km entfernt. Sie liegt an der Bahnlinie Siena-Empoli-Chiusi/Grosseto.

## Bilder

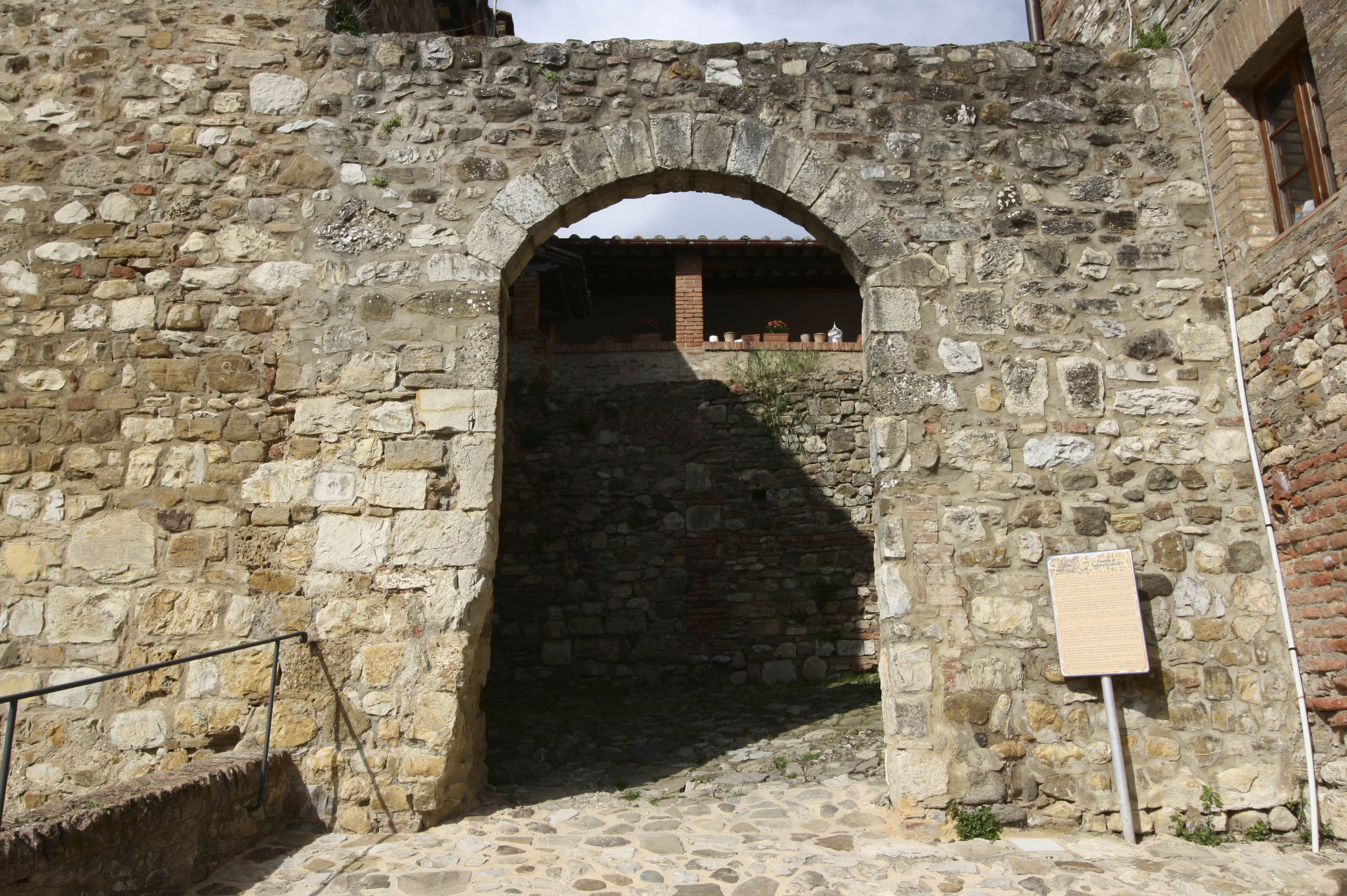
Das Haupttor der Burg von Monteliscai
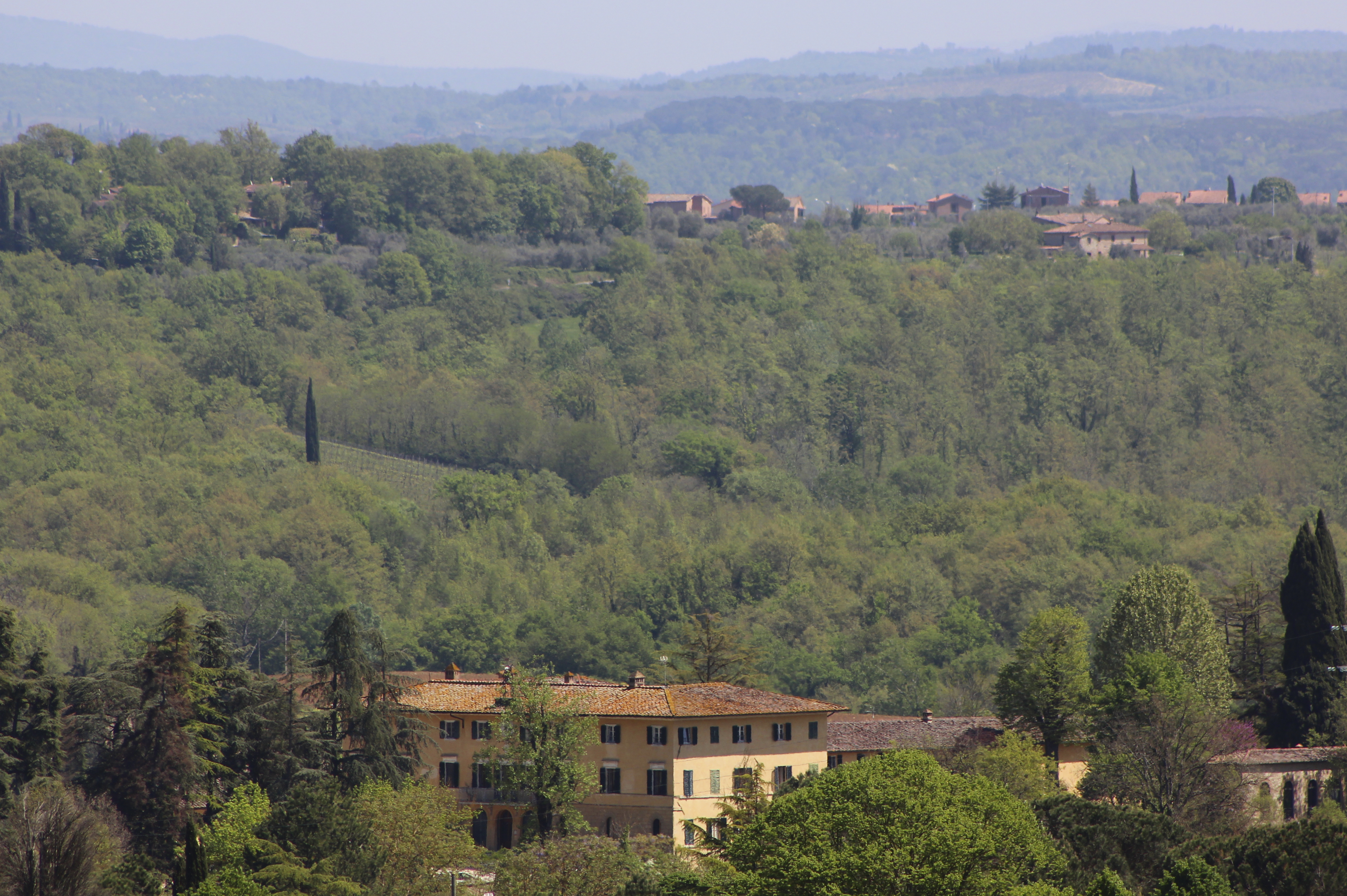
Panorama der Villa Il Serraglio
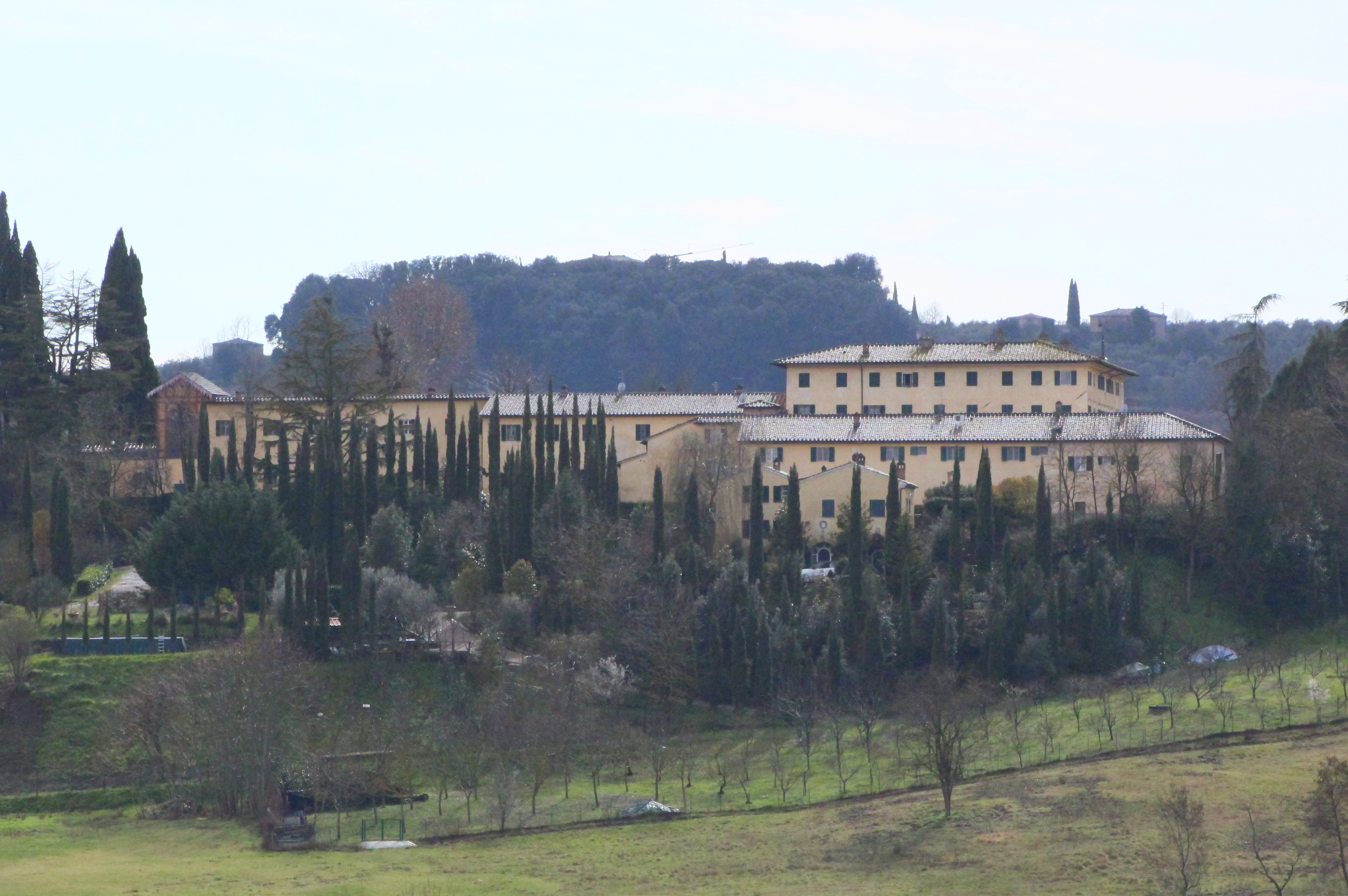
Die Villa Il Serraglio (von Ponte a Bozzone gesehen)
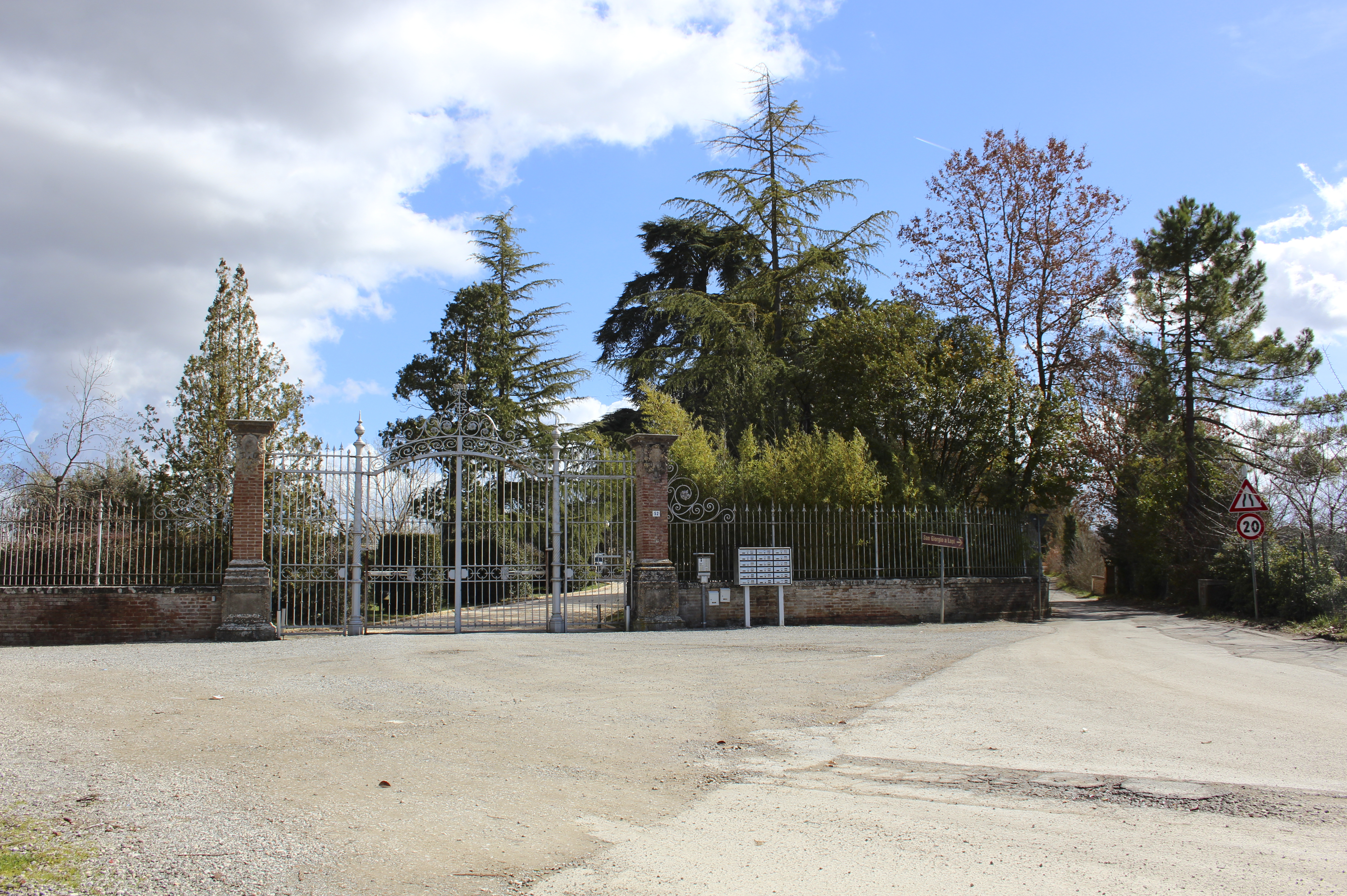
Die Villa Il Serraglio (Eingangstor unterhalb der Burg)
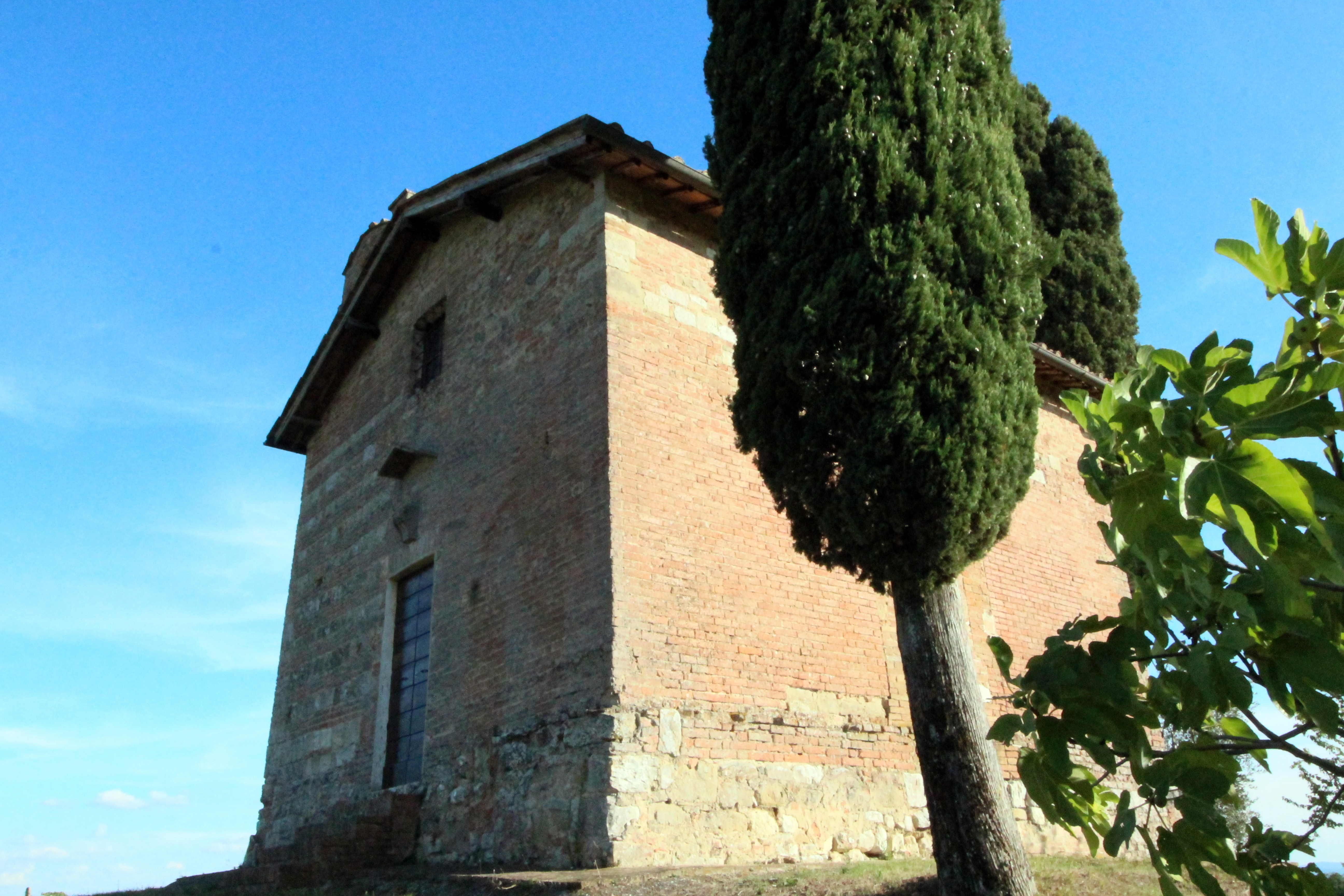
Die Kirche San Giorgio a Lapi